# Рік та Морті (5-й сезон)
Прем'єра п'ятого сезону американського анімаційного телесеріалу «Рік та Морті» відбулася 20 червня 2021 року. Сезон складався з 10 епізодів, частини 70 епізодів, замовлених Adult Swim після того, як вони поновили серіал у 2018 році. Головними героями серіалу є Джастін Ройланд. Прем'єра сезону завершилася 5 вересня 2021 року.

## Сюжет
Серіал «Рік та Морті» розповідає про пригоди божевільного вченого Ріка Санчеса і його онука Морті Сміта, які подорожують у часі і просторі. У п'ятому сезоні, судячи з трейлеру, героям доведеться зіткнутися з гігантською комахою, інопланетянами і власними клонами.

## Виробництво
30 березня 2021 року вийшов трейлер сезону. Прем'єра відбулася 20 червня 2021 року.

## Епізоди
| № серії (загалом) | № серії (в сезоні) | Назва серії                                | Режисер(и)     | Сценарист(и)                 | Оригінальна дата показу | Код серії | Глядачів U.S. (млн) |
| ----------------- | ------------------ | ------------------------------------------ | -------------- | ---------------------------- | ----------------------- | --------- | ------------------- |
| 42                | 1                  | «Морт Діннер Рік Андре»                    | Джейкоб Хейр   | Джефф Ловесс                 | 20 червня 2021          | RAM-501   | 1.30                |
| 43                | 2                  | «Морфологія»                               | Лукас Грей     | Альбро Ланді                 | 27 червня 2021          | RAM-502   | 1.16                |
| 44                | 3                  | «Рикошетна смерть»                         | Хуан Меса-Леон | Роб Шраб                     | 4 липня 2021            | RAM-503   | 1.01                |
| 45                | 4                  | «Спрей від рікозалежності»                 | Еріка Хейз     | Нік Резерфорд                | 11 липня 2021           | RAM-505   | 0.96                |
| 46                | 5                  | «Амортіканський Грікфітті»                 | Кьонгхі Лім    | Енн Лейн                     | 18 липня 2021           | RAM-506   | 0.78                |
| 47                | 6                  | «Вистава «Рік і Морти» з подякою за працю» | Дуглас Олсен   | Джеймс Сісіліано             | 25 липня 2021           | RAM-507   | 0.93                |
| 48                | 7                  | «Готрон Джерісіс Ріквангеліон»             | Джейкоб Хейр   | Джон Гарріс                  | 1 серпня 2021           | RAM-504   | 0.82                |
| 49                | 8                  | «Вічна дружба бездоганного Морту»          | Еріка Хейз     | Альбро Ланді                 | 8 серпня 2021           | RAM-508   | 0.83                |
| 50                | 9                  | «Забути Саріка Мортшалла»                  | Кьонгхі Лім    | Шивон Томпсон                | 5 вересня 2021          | RAM-509   | 0.91                |
| 51                | 10                 | «Рікмурай Джек»                            | Джейкоб Хейр   | Джефф Ловесс та Скотт Мардер | 5 вересня 2021          | RAM-510   | 0.94                |